# 安艺幸崎站
安藝幸崎站（日语：／ Aki-saizaki eki */?）是一個位於廣島縣三原市幸崎能地三丁目、屬於西日本旅客鐵道（JR西日本）吳線的鐵路車站。

## 車站結構
對向式月台2面2線，可待避的地面車站。往三原方向的1號月台設有站舍，與對側的往吳方向月台以跨線橋聯絡。三原地域鐵道部管理的無人站，可使用ICOCA，設有IC卡專用讀卡機。設有自動售票機（以前沒有，2007年引入ICOCA時新設）。

### 月台配置
| 月台 | 路線 | 方向 | 目的地         |
| ---- | ---- | ---- | -------------- |
| 1    | 吳線 | 上行 | 三原、福山方向 |
| 2    | 吳線 | 下行 | 竹原、吳方向   |

## 相鄰車站
西日本旅客鐵道（JR西日本）
 吳線
須波－安藝幸崎－忠海